# Litlington (Cambridgeshire)
Litlington – wieś w Anglii, w hrabstwie Cambridgeshire, w dystrykcie South Cambridgeshire. Leży 21 km na południowy zachód od miasta Cambridge i 63 km na północ od Londynu. W 2001 miejscowość liczyła 813 mieszkańców.